# 筑後福島站
筑後福島站（日语：／ Chikugo-Fukushima eki */?）是位於福岡縣八女市大字本町，日本國有鐵道（國鐵）矢部線的鐵路車站（廢站）。
此站是位於八女市（舊·福島町）市中心的南端。有許多該市的高校生於此站上下車。

## 歷史
- 1945年（昭和20年）12月26日：矢部線全線開通，此一般車站同日啟用[1]。
- 1971年（昭和46年）2月20日：成為業務委託車站[2]。
- 1978年（昭和53年）10月1日：結束貨運業務[1]。
- 1984年（昭和59年）2月1日：結束行李起卸業務[1]。
- 1985年（昭和60年）4月1日：隨著矢部線全線被廢除，此站也被廢除[1]。

## 車站構造
此站為業務委託車站，設有2面3線的月台（1面1線單式月台和1面2線島式月台）。在廢站前，此站只會使用鄰接站舍的單式月台。木造站舍在車站啟用已經存在。

## 車站周邊
- 八女公園（以北1.0公里） - 福島城跡。
- 岩戶山古墳（以北3.0公里）

## 現狀

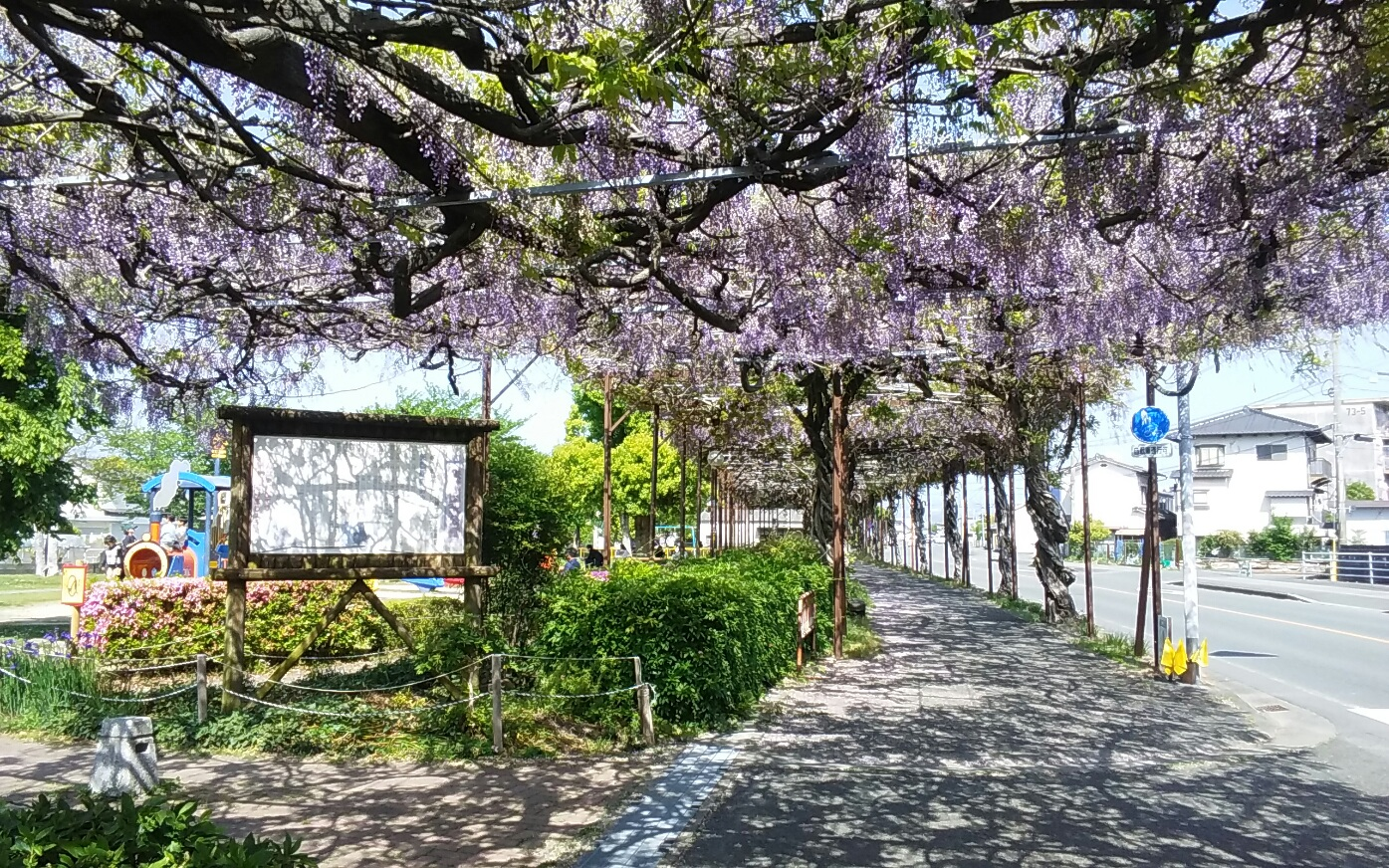
筑後福島站附近的紫藤架

在矢部線其他車站，已經看不到任何痕跡，但是此站保留了月台、部分路軌和平交道。車站遺址建設了公園。在附近的八女傳統工藝館內展出了筑後福島站的紀念品。
站舍成為公園倉庫，並且被遷移至另一處，站舍上還保留站名牌。公園內的紫藤架是使用舊路軌重用。

## 相鄰車站
日本國有鐵道（國鐵）
矢部線
蒲原－筑後福島－今古賀

## 注腳
1. 1 2 3 4 5 6  石野哲 (编).  初版. JTB. 1998-10-01: 700. ISBN 978-4-533-02980-6 （日语）.
2. ↑  . 交通新聞 (交通協力会). 1971-03-05: 1 （日语）.

## 相關項目
- 日本鐵路車站列表 Chi
- 福島車站 - 其他福島車站。